# Horváth József (technikus)
Horváth József (Tótszentmárton, 1948. március 17. –) Jedlik Ányos-díjas technikus, üzletember, a Műszer Automatika Kft. alapítója és ügyvezető igazgatója, emellett elnökségi tag a Pest Megyei Iparszövetségben, illetve alapító tagja a Vállalkozók és Munkáltatók Országos Szövetségének (VOSZ).
A VOSZ 2001-ben az év vállalkozójának választotta.

## Életpályája
1982-ben alapította a Műszer Automatika Kisszövetkezetet, amely később átalakult a ma is működő Műszer Automatika Kft. céggé.

## Szabadalmai
Az alábbi szabadalmazott találmányok feltalálója:
- Vasúti biztosítóberendezés (ügyszám: U1300043, lajstromszám: 4282)
- Villamos gép, elsősorban kerékagy-motor (ügyszám: U1200186, lajstromszám: 4190)
- Eljárás széntartalmú anyagok, hulladékok energiatakarékos átalakítására és az átalakítást követő hasznosítására, valamint berendezés e célra (ügyszám: P1200399, lajstromszám: 230078)
- Elektronikai biztonsági időzítő egység, előnyösen vasúti felhasználásra (ügyszám: U1000203, lajstromszám: 3908)
- Eljárás és berendezés vasúti vontatójárművek biztonságos vonatbefolyásolására (ügyszám: P0204471, lajstromszám: 226182)